# ماريا تيريزا فيراري
كانت ماريا تيريسا فيراري (11 أكتوبر 1887- 30 أكتوبر 1956) شخصية تربوية من الأرجنتين وطبيبة وناشطة في حقوق المرأة. فقد كانت أول اُستاذة جامعية في أمريكا اللاتينية ومن أوائل النساء الاتي درسن في المجال الطبي. كانت ماريا باحثةً رائدة في مجال صحة المرأة. فقد درست استخدام العلاج بالأشعة بدلاً من إجراء العمليات الجراحية لاستئصال اورام الرحم وتطوير تنظير المهبل الذي حسن من عناية المرأة الصحية في البرازيل. وكانت أول من إنشاء قسم النساء والولادة وخدمات المرأة الصحية في المستشفى العسكري المركزي في مدينة بيونس آيرس في عام 1925 حيث توفرت أول خدمات حضانة في البلاد.
ولدت ماريا في عائلة غنية ساعد اجدادها في استقلال الأرجنتين من إسبانيا، فلم ينبغي لها العمل خارج المنزل ولكنها لم تعزم على الحصول على أي وظيفة بل أصرت على ممارسة مهنة الطب التي حينها كان يسيطر عليها الرجال. حصلت ماريا اولا على شهادة التدريس وأصبحت معلمة في مدرسة ومن ثم تخرجت من كلية الطب في عام 1911. وبعد ان انهت من فترة إقامتها الطبية قامت بالتقديم على وظيفة أستاذة جامعية ولكنها حصلت على وظيفة معلمة في مدرسة ميدوايفري اوترايجد. حاربت ماريا لمدة ثلاثة عشر عام التعصب الذي منعها من التقدم في مسيرتها المهنية وفي عام 1927 ربحت الصراع وحصلت على وظيفة أستاذة جامعية بديلة وفي عام 1939 حصلت على وظيفة أستاذة جامعية أساسية.
ذهبت ماريا إلى أوروبا والولايات المتحدة لتأخذ شهادة اضافية في الطب فتعلمت طرق جديدة ورائدة عادة بها إلى الأرجنتين. درست مراقبة الجهاز البولي في كلية باريس الطبية حيث حصلت على أول شهادة تحصل عليها امرأة. وصممت منظاراً للمهبل ودرست العلاج بالأشعة في معهد كوري «كوري نسبةً إلى وحدة قياس الاشعة» وأجريت عملية قيصرية في جامعة كولومبيا. ولقد تحملت مسؤولية العودة بهذه الاختراعات إلى الأرجنتين ومن ثم تطبيقها في قسم النساء والولادة التي أسسته في المستشفى العسكري. أسست ماريا بصفتها نسوية متعصبة اتحاد النساء الجامعيات في الأرجنتين في عام 1936 وطالبت بالاعتراف بالحقوق المدنية والسياسية للمرأة. وعندما اتخذت الحكومة الأرجنتينية موقفاً محافظاً في اواخر الثلاثينيات طُردت ماريا من المستشفى ومن ثم فُصلت من التدريس في أوائل الخمسينات. توفيت ماري في سنة 1956.

## نشأتها وتعليمها
ولدت ماريا تيريسا فيراري الفارادو في 11 من أكتوبر عام 1887 في مدينة بيونس آيرس في الأرجنتين. أبوها هو دافيد فيراري وايت وأمها كتالينا الفارادو. تعتبر عائلتها من المواطنين المؤسسين للأرجنتين وقدم المال أب جدها من أبيها غييرمو بيو وايت لمساعدة مناطق ريودي لابلاتا المتحدة لمقاومة الأسبان وخدم أب جدها من أمها روديسندو الفارادو الجيش في الأنديز.

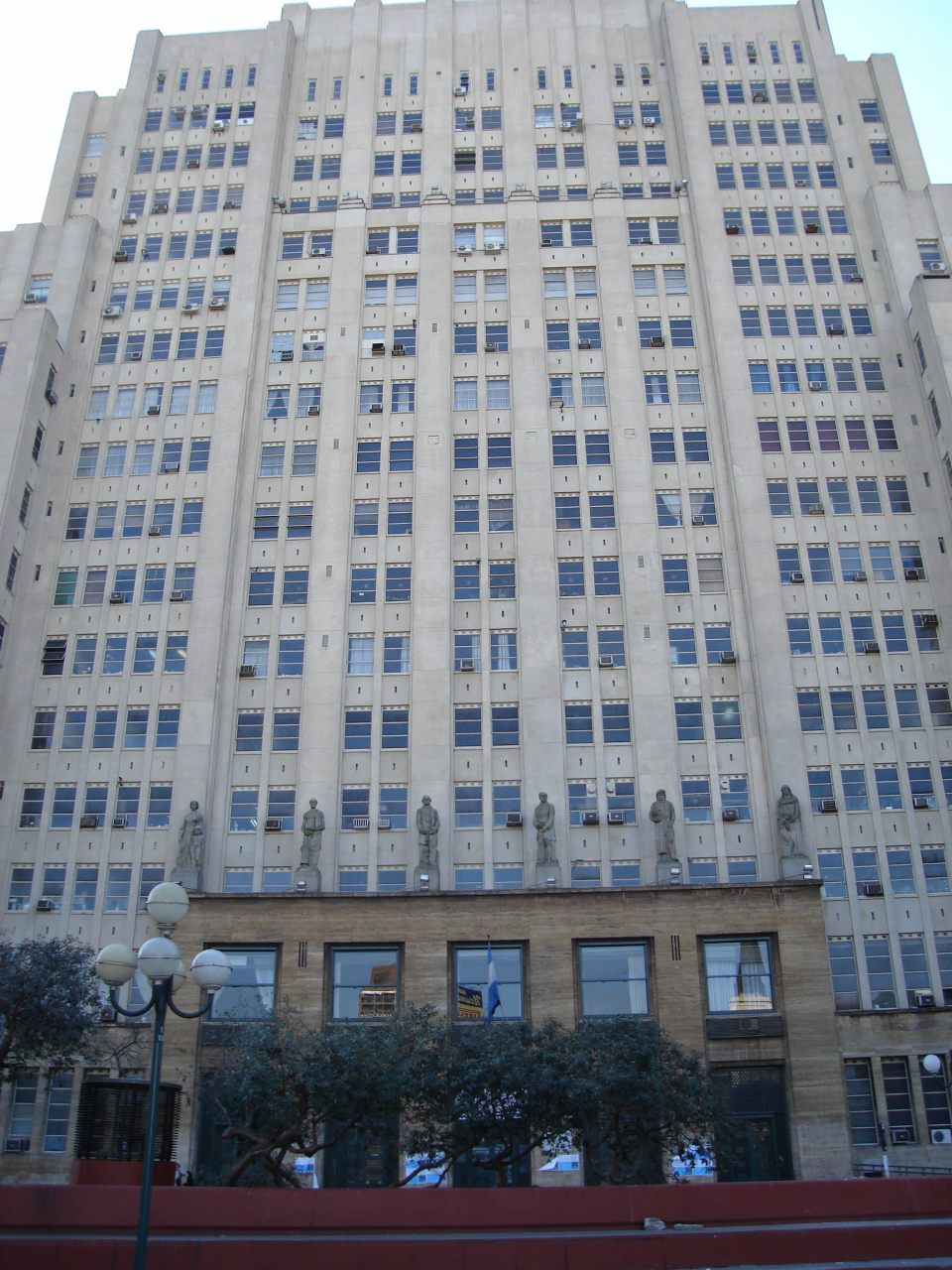
جامعة بيونس آيرس الوطنية كلية الطب

درست ماريا في مدرسة نورمال في بيونس آيرس حيث تلقت شهادة التدريس في عام 1903. فكون ماريا من طبقة عائلة فيراري كان عملها امراً غير اعتيادي في ذلك الوقت. ففي حال حدوث مأزق مالي للنساء الفقيرات قد تعمل المرأة كمعلمة أو ممرضة لأن كلا الوظيفتين كانتا يعتبران من أعمال الصدقة ولكن النساء من طبقات المجتمع المخملي يتوقع منهن المجتمع أن يصبحن زوجات أو أمهات. تجاهلت ماريا التقاليد وتحصلت على وظيفة في المجال الطبي وفي نفس الوقت بدأت مهنة التدريس. درست ماريا في كلية وليام موريس ومدرسة برناردينو ريفادافيا. تعلمت ماريا علم النفس في مجال جديد يعرف باسم «علم النفس التقليدي» وطبقته على صفوفها الدراسية مما تسبب في فتح السلطات تحقيقات حول طرق تدريسها. سٌمح لها ان تستكمل التدريس حيث أُثبتت أن طرقها فعالة في تحفيز الطلاب وتشجيعهم للتعلم.
التحقت فيراري في عام 1904 بكلية الطب في جامعة بيونس آيرس الوطنية مع استكمال التدريس. كان في ذلك الوقت خمس نساء حاصلات على شهادة الطب في الأرجنتين وبالرغم من ان البعض لم يرغب في التحاق ماريا بالكلية الا انه لم يوجد سوابق قانونية تمنع من التحاقها. تم تعيين ماريا في أول سنة لها كمساعدة في بحث حول علم الأمراض لشخص يدعى خواكين لامبياس مما حفزها لمواصلة المشاركة في الأبحاث الطبية. تخرجت فيراري في عام 1911 وفي نفس العام تزوجت من خريج من كلية الطب يدعى نيكولاس قايودينو وفي عام 1918 رُزقا بطفلهما الوحيد مايريو نيكولاس قايودينو. عُرفت ماريا في بعض الأحيان باسم ماريا تيريسا فيراري قايودينو أو ماريا تيريسا قايودينو.

## الحياة الوظيفية

### صراع من أجل الحصول على الاستاذية الجامعية
بدأت فيراري في عام 1914 بالعمل في عيادة الولادة في مستشفى راموس ميخيا في بيونس آيرس. قدمت ماريا إلى وظيفة مدرسة في مجال علم الولادة في جامعة ولكن رفُضت. وذُكر في اجتماع مجلس الشرفاء في 23من يونيو 1915 «بغض النظر عن مؤهلات النساء ولأسباب فسيولوجية ونفسية فإنهن لا يتوافقن مع الشروط المطلوبة ليكن أستاذات في كلية الطب» وفي السنة التالية سُمح لها بالتدريس في كلية القبالة «التوليد» ولكن هذه الوظيفة تفتقر الهيبة الموجودة في درجة الاستاذية ولا يوجد لها اوراق اعتماد. وعندما فٌتح باب التقديم على وظيفة أستاذة في عام 1919 قدمت ماريا مرة أخرى للجامعة ولكن قابلوها بالرفض. أخر أعضاء مجلس الشرفاء دعوة المحلفين لحل المشكلة حتى عام 1925 من خلال تحريف الادلة وتجاهل التوصيات وعدم اتخاذ القرار. فأرسلت ماريا في 1926 ملخصاً دقيقاً يوضح انجازاتها للجنة تنص فيه على انها درّست في مدرسة متوسطة لمدة 20 سنة وأنها أمضت 15 سنة في مجال الطب وقضت 9 سنوات في الدراسة في الجامعة. قرأ أحد المستشارين – الدكتور سبيروني– مؤهلاتها وأرسل برسالة إلى المدير يحث فيها على قبولها لأنها في حقيقة الأمر مؤهله وأنها أظهرت اصرارها وأن الكلية في حاجة لموظفين. ولم يتحقق هذا الأمر حتى عام 1927 عندما اجتمع المحلفين حيث وافقوا على حصولها على الاستاذية بثلاثون صوت مؤيد وصوتين معارضين. خبر حصول أول امرأة على الاستاذية تصدر الصحف في مختلف البلدان المتحدثة بالإسبانية.

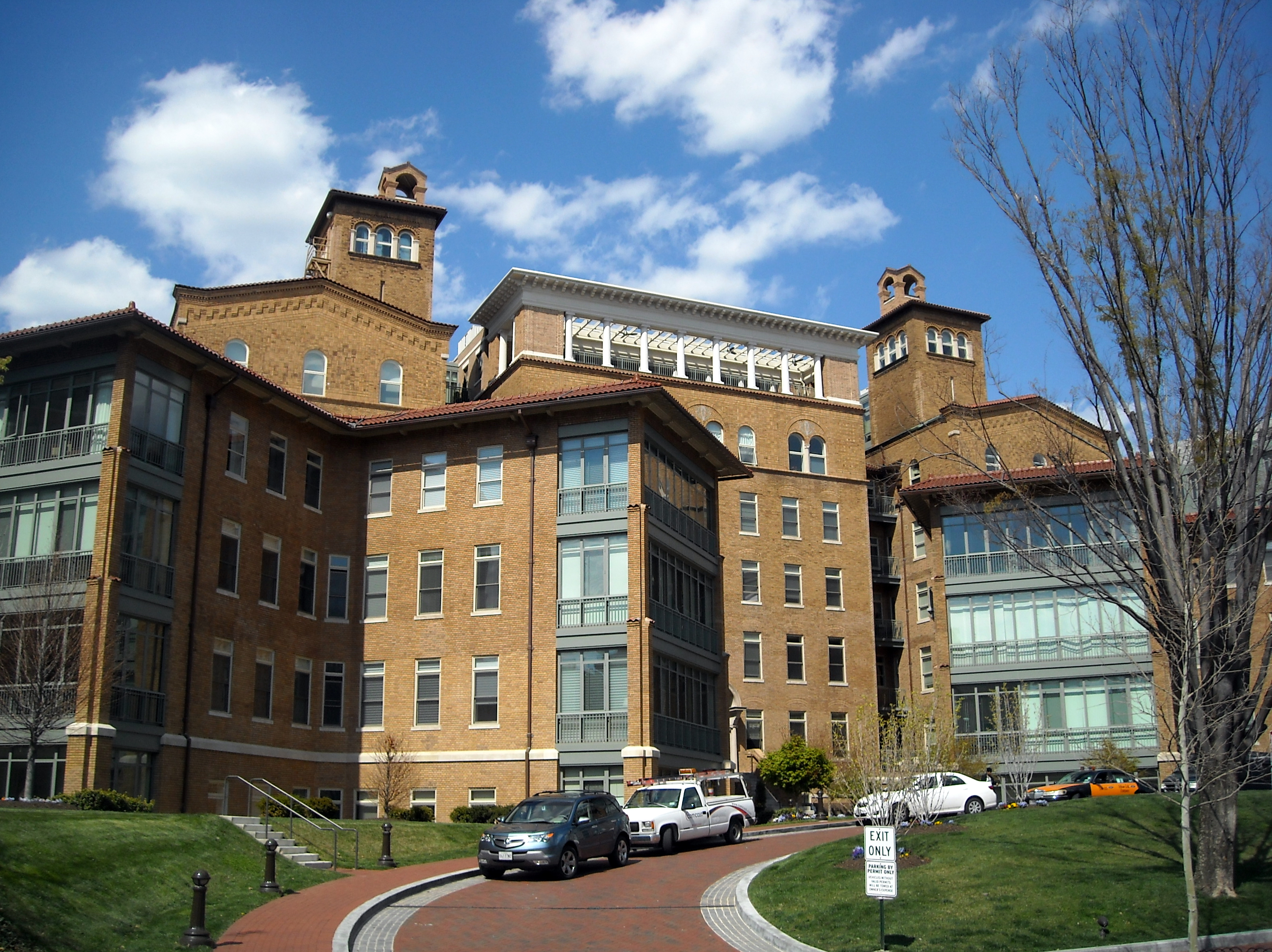
مستشفى كولومبيا للنساء حيث كانت فيراري مساعده فيه

وفي هذه المرحلة الانتقالية من حياتها، أكملت فيراري تعليمها بدلا من انتظار القرار. زارت فيراري بين عامي 1921 و 1923 عدة عيادات في أوروبا، إضافة إلى مرافق صحية في النمسا، وبلجيكا، وإنجلترا، وفرنسا، وألمانيا، وإيطاليا. كما قامت بالمساعدة في في عيادة ماري كيور في باريس إضافة إلى مستشفى كولومبيا للنساء والولادة في الملجأ الواقع في العاصمة واشنطن.
مُنحت فيراري شهادة الدبلوم من كلية الطب في باريس فأصبحت فيراري أول أمرأة حاصلة على هذه الشهادة في مجال مراقبة المسالك البولية.
وفي عام 1924، صممت منظاراً للمهبل يتميز بسهولة تعقيمه ويكمن استخدامه مع منظاير أخرى بخلاف المناظير السابقة له. طور هذا الجهاز بشكل واضح الخدمات التي كانت متوفرة للنساء في البرازيل والذي نشر في مقالات جريدة جينكولوجي واوبستيكرز اوف ريو دي جونيرو. فاز الاختراع بالجائزة الكبرى عام 1924 في الكونجرس الأمريكي الأسباني للعلوم الطبية في اشبيليه، أسبانيا

### التقدم في منتصف حياتها الوظيفية
سافرت فيراري إلى المكسيك والولايات المتحدة وكندا في عام 1929 بغرض الدراسة وحضور المؤتمرات لمدة ثمانية أشهر. شاركت ماريا في عملية ولادة قيصرية في مستشفى كولومبيا في الولايات المتحدة مما جعلها أول أرجنتينية تجري عملية في العاصمة واشنطن ولهذا اُطلق على الطفل اسم «الأرجنتين». وفي عام 1930 شغلت ماريا منصب مبعوث الأرجنتين إلى الكونجرس الطبي لأمريكا اللاتينية المعقود في المكسيك وترأست جلسته الأولى وعرضت فيه ثلاثة أبحاث أولهم يناقش أورام الرحم والبحثين الاخرين يناقشان مرض الزهري. وكانت ماريا كذلك المبعوثة إلى كونجرس الجمعية الطبية لدول أمريكا الثاني في بناما. عادت ماريا إلى الولايات المتحدة بين عامين 1930 و 1932 لإجراء دراسات إضافية في داء العصيات القولونية وتسمم الدم والعدوى في فترة النفاس والتحقق من إمكانية تطوير اللقاحات حتى تمنع الإصابة بأمراض بسبب الولادة أو الإجهاض.
أسست ماريا في عام1936 اتحاد النساء الجامعيات في الأرجنتين بهدف تحسين الموقف الاجتماعي والسياسي حول المرأة وتحسين فرصها التعليمية. وظفت ماريا في الاتحاد نساء عاملات في مجالات مختلفة مثل الطب وطب الاسنان والمحاماة بالإضافة إلى تنظيم الندوات العلمية والثقافية. وكان الاتحاد يوفر دورات لما يقارب 100 عضوة في اللغة الفرنسية والألمانية والتربية البدنية والرياضيات. القيود المدنية والسياسية التي تهدد وظائف هؤلاء النساء كانت تثير القلق ودعم تصريح المنظمة الأرجنتينية تحرير المرأة من هذه القيود قائلاً «هذا الأمر لا يقتصر على التطلعات السياسية للمرأة فقط بل إنه حقٌ مستحق لعملهن الدؤوب وحقهن الذي سُلب وعناؤهن». انضمت المنظمة إلى اتحاد النساء الجامعيات في الأرجنتين في عام 1938 الأمر الذي لبى تطلعات فيراري في ذلك الوقت.

### المستشفى العسكري وأواخر حياتها المهنية

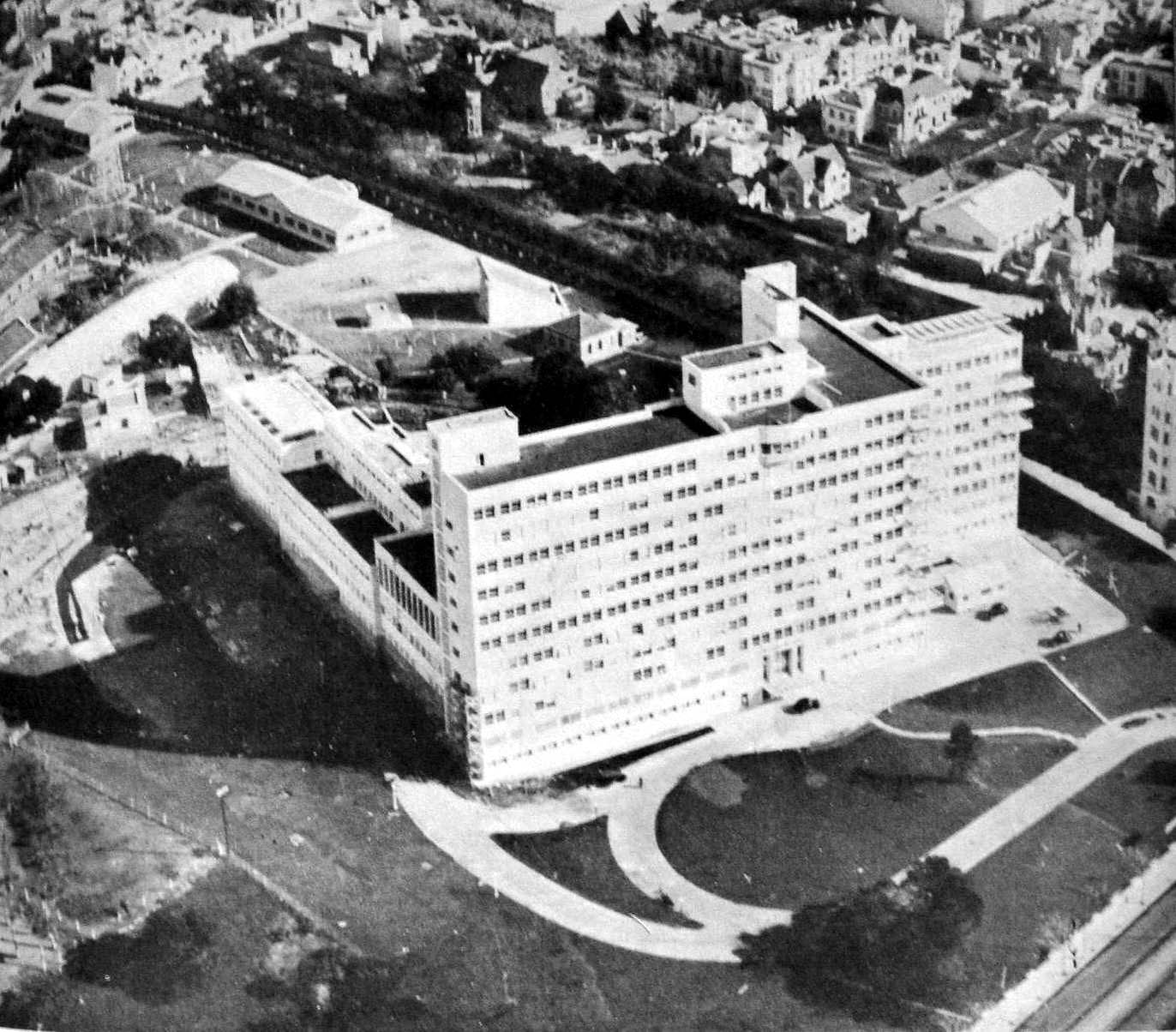
المستشفى العسكري المركزي

دُعيت فيراري إلى المستشفى العسكري المركزي في بيونس آيرس لتساعد في توليد زوجة لرجل عسكري. كان المستشفى في ذلك الوقت لا يحتوي على قسم طب نساء فاقترحت فيراري حينها إنشاء واحدة. بدأت فيراري القسم بسرير واحد فقط وبأدوات ومواد طبية مُتبرع بها. شرعت الجريدة العسكرية الرسمية بالتسويق لها في يونيو من تلك السنة حيث أعلنت أن الخدمات الصحية في المستشفى متوفرة من يوم الاثنين إلى يوم الجمعة. ومنذ أن علم نساء الجنود بهذه الخدمات كان تقدم القسم ملحوظاً وفي خلال خمس سنوات وسعت فيراري القسم ليكون دورين يحتويان على قسم ولادة بغرفتين للتوليد لهما مرفق تعقيم خاص ووحدة إفاقة وأربعين سرياً في غرف خاصة. وانشأت فيراري كذلك غرفة مغلقة صغيرة يكون هواءها نقي وتحتوي على حاضنة وهذه الغرفة هي الأولى من نوعها في الأرجنتين. قدمت فيراري الأساليب التي تعلمتها خارج البلاد إلى الأرجنتين. وبالرغم من استخدام العلاج بالإشعاع في العديد من دول العالم لعقود عديدة الا انه لاقى رفضاً من الأطباء في الأرجنتين والذين لا يملكون خبرةً كافيةً فيه. أصرت فيراري على تقديم هذا العلاج في بلادها وحاربت استخدام الحلول الجراحية على جميع الحالات حيث أوضحت ان استخدام الجراحة يكون في أوقات الضرورة فقط. اُقيمت حفلة الذكرى العاشرة لإنشاء قسم الولادة وحضر الحفل وزير الدفاع والمدير العام للصحة ومدير المستشفى وكبار من المسؤولون بالإضافة إلى الأطفال الذين تمت ولادتهم في المستشفى سوياً مع عائلاتهم. قدم مجموعة من زوجات جنود البحرية الذين تلقوا خدمات صحية من قسم فيراري تبرعات كبيرة. وبالرغم من نجاحها الا ان بيئة عملها في المستشفى كانت مليئة بالعداوة. بعد انقلاب خوسيه فيليكس في عام 1930 ومع تحول موقف الدولة إلى موقفٍ أكثر محافظة أثناء ما يسمى بالعقد المشؤوم اُُجبرت فيراري على مغادرة المستشفى في عام 1939
عوضت فراري اسفها على مغادرة المستشفى في عام 1939 عندما اُعطيت الاستاذية الكاملة ومن ثم حصولها على لقب «الاستاذة الاستثنائية» في كلية الولادة. وفي خلال 1990 اكملت فيراري دراستها وسافرت إلى كوبا ونيويورك وبنسلفانيا والبيرو وبورتوريكو وقامت بنشر بحثها في المجلات بمختلف انواعها وفي عام 1946 قدمت فيراري استقالتها من رئاسة اتحاد النساء الجامعيات في الأرجنتين ولكن استمرت في تمثيل الاتحاد في المؤتمرات مثل المؤتمر الأول للمرأة في دول أمريكا والذي حضرته فيراري في مدينة جواتيمالا في عام 1947

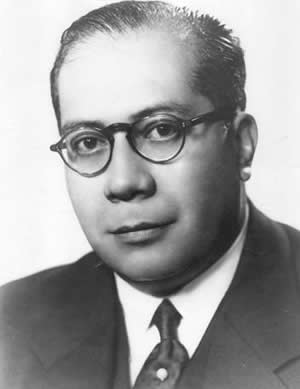
رامون كاريو

أجبر وزير التعليم فيراري على التقاعد بعد قضاء 43 سنة بالتدريس في مدرسة نورمال لأنها رفضت المشاركة في صندوق مساهمة سياسي. وكذلك اُُجبرت على الاستقالة من منصبها كأستاذة في علم النفس في كلية ويليام موريس. وفي عام 1952 تقاعدت مارياً بالكامل بدلاً عن الانضمام لمؤيدين البيروني وخيانة ما تؤمن به. عندما تعين بيرون قام بتعديل شامل لنظام الصحة في الأرجنتين من خلال تعيين رامون كاريو وزيراً للصحة حيث قام بزيادة الاسرة في المستشفيات وبدء برامج التطعيم وإقامة حملة الوقاية من الملاريا والقيام بتحسينات عديدة في الصحة. ولكن في بداية الخمسينات كان واضحاً أن السياسات لا تُنفذ بعدالة وتطبيق هذه السياسات لم يكن منظماً وكونت الواسطة عائقاً امام وصول الخدمات الصحية لمن هم في أمس الحاجة لها. وبعد سنتين من استقالة فيراري استقال كاريو كذلك مع خيبة املهما في حكومة بيرون.
كانت فيراري عضوةً في رابطة الجراحة الأرجنتينية ورابطة الأرجنتين الطبية وجمعية الأرجنتين لطب النساء والولادة في بيونس آيرس. كانت فيراري عضوة مراسلة في جمعية الطب والجراحة في ريو دي جي نيرو.
توفيت فيراري في الثلاثين من أكتوبر من عام 1956 في مدينة بيونس آيرس.